# NGC 2991
NGC 2991 — линзовидная галактика в созвездии Льва. NGC 2991 расположена недалеко от небесного экватора и поэтому в определённое время года хотя бы частично видна из обоих полушарий. Другие обозначения — UGC 5233, MCG 4-23-33, ZWG 122.78, KCPG 214B, PGC 28079)
Галактика NGC 2991 классифицируется как линзовидная (S0) согласно морфологической классификации галактик Хаббла и де Вокулёра.